# Kimball (Tennessee)
Kimball is een plaats (town) in de Amerikaanse staat Tennessee, en valt bestuurlijk gezien onder Marion County.

## Demografie
Bij de volkstelling in 2000 werd het aantal inwoners vastgesteld op 1312.
In 2006 is het aantal inwoners door het United States Census Bureau geschat op 1372, een stijging van 60 (4,6%).

## Geografie
Volgens het United States Census Bureau beslaat de plaats een oppervlakte van
12,8 km², geheel bestaande uit land.

## Plaatsen in de nabije omgeving
De onderstaande figuur toont nabijgelegen plaatsen in een straal van 16 km rond Kimball.